# ヴィクトル・アバクーモフ
ヴィクトル・セミョーノヴィチ・アバクーモフ（ロシア語: Ви́ктор Семёнович Абаку́мов、1908年4月11日 - 1954年12月19日）は、ソビエト連邦の官僚、政治家。ソビエト連邦共産党の党員、チェキスト。第二次世界大戦中に活動したスメルシの創設者。階級は大将である。ヨシフ・スターリンの時代に第2代国家保安大臣を務めた。

## 出自
1908年4月11日にロシア帝国のモスクワにて、釜焚き人の息子として誕生する。1921年から1923年に特別任務部隊の第2モスクワ旅団で衛生兵として勤務。1924年から一般労働者。1925年～1927年にモスクワ漁業協同組合の梱包工、1927年～1928年にソ連最高国民経済会議軍事産業警備第1支隊の小銃手、1928年～1930年に中央組合の倉庫の梱包工。1930年に全連邦共産党（ボリシェヴィキ党）に入党。1930年1月～9月にロシア・ソビエト連邦社会主義共和国貿易人民委員部貿易・小包行政課副課長に任命。1932年、コムソモールの仕事に移り、プレス工場のコムソモール細胞書記に任命された。1931年～1932年、ザモスクヴォレツキー地区軍事課主任。

## チェキスト
1932年、統合国家政治局（OGPU）に異動。1932年～1933年、OGPUモスクワ州全権代表経済課研修員、1933年～1934年、OGPU経済局第3課作戦係。1934年、女性と会うために秘密のアパートを利用していたことが発覚し、矯正労働収容所・労働村総局に左遷、作戦課第3班作戦係。1937年～1938年、ソ連内務人民委員部（NKVD）国家保安総局第4課（秘密政治）作戦係。1938年からNKVD第1局第4課、国家保安総局第2課第2班長。1938年12月、NKVDロストフ州局長代行、1939年4月、局長として承認。ロストフ・ナ・ドヌにおいて、大粛清の組織を指導したが、その弾圧手法は苛烈さを極めた。後に副人民委員、国家保安相にまで出世しても、身体能力に優れたアバクーモフは自ら尋問（拷問）することを好んだ。

## スメルシ
1941年2月からソ連副内務人民委員、1941年7月に特別課局長を兼任。特別課局は、全武装組織（赤軍、海軍、民警、国内軍、国境軍）内の国家保安機関の活動を指導していた。1943年4月19日、特別課はNKVDから分離され、国防人民委員部防諜総局（スメルシ）が創設され、アバクーモフはヨシフ・スターリン直属の副国防人民委員となった。
スメルシは軍内の防諜に従事した外、ソ連の占領地における不穏分子の摘発にも従事した。特にアバクーモフの命令により、ブダペストにおいてスウェーデンの外交官、ラウル・ワレンバーグが逮捕された。1944年、北カフカース諸民族の追放の組織に参加し、クトゥーゾフ勲章と赤旗勲章を授与された。1945年1月～7月、第3白ロシア戦線NKVD全権代表を兼任。同年に拘束されたアンドレイ・ウラソフらロシア解放軍関係者の拷問も担当した。

## 国家保安大臣
1946年にソ連最高会議代議員に選出された。1946年4月にA.シャフリン、アレクサンドル・ノヴィコフなど、航空産業指導者が逮捕される原因となる資料を作成した。1946年5月4日にフセヴォロド・メルクーロフに代わり、ソビエト連邦国家保安大臣に任命され、スメルシも国家保安省に編入された。1946年～1951年、全連邦共産党政治局司法問題委員会委員を兼任。1948年、スターリンの指示により、ソロモン・ミホエルスの暗殺を組織。1950年～1951年、レニングラード出身の党員が逮捕・粛清されたいわゆるレニングラード事件をでっち上げる。アバクーモフの権勢は絶大なものとなり、ラヴレンチー・ベリヤのライバルの1人とも目されるようになった。民警、刑事捜索部、武装警備のような重要部門が、徐々に内務省から国家保安省に移管された。

## 失脚
1951年7月に医師団陰謀事件で十分に活動しなかったことから国家保安大臣を解任された。アバクーモフの活動の調査のために委員会が設置され、彼の政敵であるゲオルギー・マレンコフ、ベリヤ、M.シュキリャトフ、セミョーン・イグナチェフが委員となった。1951年7月12日、国家保安省内の「シオニストの陰謀」を隠蔽した嫌疑で逮捕。取調時、アバクーモフは拷問を受け、間もなく完全な廃人となった。スターリンの死とベリヤの逮捕後も釈放されることはなく、1954年12月、ソ連最高裁判所軍事部会は、レニングラード事件を含む事件のでっち上げでアバクーモフを起訴し、彼を「ベリヤ・ギャング団の一員」と呼んだ。アバクーモフは、「スターリンが指示し、私はそれを執行しただけだ」として、無罪を主張した。裁判所は祖国反逆・妨害活動・テロ行為の実行・反革命組織への参加で有罪と認め、死刑を言い渡した。1954年12月19日にレニングラードで処刑され、遺骨はレバショフの集団墓地に投げ捨てられた。
1994年にロシア最高裁判所軍事部会は、祖国反逆の起訴内容を解除し、アバクーモフを部分的に名誉回復した。1997年には死刑判決も取り消され、懲役25年が妥当であるとされたが、冤罪捏造の罪状は事実であると確認された。

## パーソナル
赤旗勲章、1等及び2等スヴォーロフ勲章、1等クトゥーゾフ勲章、赤星勲章、モスクワ防衛記章、スターリングラード防衛記章、カフカース防衛記章を受章。
フォックストロットやサッカーが趣味で、レストランの「アラグヴィ」からシャシリクを取り寄せるのが常だった。